# Carlo Jeannerat
Carlo Jeannerat (* 25. Juni 1875 in Bologna; † nach 1957) war ein italienischer Miniaturmaler.
Er studierte in Bologna und Wien und war in München, Berlin und Paris sowohl als Maler von Miniaturporträts, als auch als Kunsthistoriker und Experte für Miniaturen tätig und publizierte zur Geschichte dieser Gattung. Er wirkte auch bei der Zusammenstellung von Ausstellungen mit, so beispielsweise bei der Miniaturausstellung im Mai 1912 in München, die durch ihr neues Konzept der Bildzusammenstellung einen anderen Blickwinkel auf die Entwicklung der Miniaturmalerei ermöglichte.
In der „Frühjahr-Ausstellung der Münchner Sezession“ im Mai 1906 war ein Porträt von ihm, gemalt von Adolfo Levier, zu sehen.

## Veröffentlichungen (Auswahl)
- mit Hans Buchheit: Katalog der Miniaturen-Ausstellung, veranstaltet vom Kunstverein München in Verbindung mit dem Verein bayerischer Kunstfreunde. München 1912.
- mit Henri Clouzot: Miniatures an enamals from the David-Weill collection. Paris 1957.